# Schwülper
Schwülper – miejscowość i gmina w Niemczech, w kraju związkowym Dolna Saksonia, w powiecie Gifhorn, wchodzi w skład gminy zbiorowej Papenteich.
Nazwa miejscowości jest pochodzenia słowiańskiego, najprawdopodobniej od imienia Sulibor